# Gábor Kósa
Dans le nom hongrois Kósa Gábor, le nom de famille précède le prénom, mais cet article utilise l’ordre habituel en français Gábor Kósa, où le prénom précède le nom.
Pour les articles homonymes, voir Kósa.
 (février 2022).
La mise en forme du texte ne suit pas les recommandations de Wikipédia : il faut le « wikifier ».
Les points d'amélioration suivants sont les cas les plus fréquents. Le détail des points à revoir est peut-être précisé sur la page de discussion.
- Les titres sont pré-formatés par le logiciel. Ils ne sont ni en capitales, ni en gras.
- Le texte ne doit pas être écrit en capitales (les noms de famille non plus), ni en gras, ni en italique, ni en « petit »…
- Le gras n'est utilisé que pour surligner le titre de l'article dans l'introduction, une seule fois.
- L'italique est rarement utilisé : mots en langue étrangère, titres d'œuvres, noms de bateaux, etc.
- Les citations ne sont pas en italique mais en corps de texte normal. Elles sont entourées par des guillemets français : « et ».
- Les listes à puces sont à éviter, des paragraphes rédigés étant largement préférés. Les tableaux sont à réserver à la présentation de données structurées (résultats, etc.).
- Les appels de note de bas de page (petits chiffres en exposant, introduits par l'outil «  Source ») sont à placer entre la fin de phrase et le point final[comme ça].
- Les liens internes (vers d'autres articles de Wikipédia) sont à choisir avec parcimonie. Créez des liens vers des articles approfondissant le sujet. Les termes génériques sans rapport avec le sujet sont à éviter, ainsi que les répétitions de liens vers un même terme.
- Les liens externes sont à placer uniquement dans une section « Liens externes », à la fin de l'article. Ces liens sont à choisir avec parcimonie suivant les règles définies. Si un lien sert de source à l'article, son insertion dans le texte est à faire par les notes de bas de page.
- La présentation des références doit suivre les conventions bibliographiques. Il est recommandé d'utiliser les modèles {{Ouvrage}}, {{Chapitre}}, {{Article}}, {{Lien web}} et/ou {{Bibliographie}}. Le mode d'édition visuel peut mettre en forme automatiquement les références.
- Insérer une infobox (cadre d'informations à droite) n'est pas obligatoire pour parachever la mise en page.

Pour une aide détaillée, merci de consulter Aide:Wikification.
Si vous pensez que ces points ont été résolus, vous pouvez retirer ce bandeau et améliorer la mise en forme d'un autre article.
Gábor Kósa (né le 31 janvier 1971) est un historien hongrois des religions, professeur associé à l'université Loránd-Eötvös, département d'études chinoises. (Nom chinois : Kāng Gāobǎo ; chinois traditionnel : 康高寶 ; chinois simplifié : 康高宝.).

## Carrière
Kósa a né à Budapest, il est titulaire d'une maîtrise en anglais (1995), en chinois (1997) et en études religieuses (2011). En 2006, il a soutenu sa thèse de doctorat intitulée « L'analyse terminologique des textes chinois liés au manichéisme » (en hongrois : A manicheizmussal kapcsolatos kínai nyelvű szövegek terminológiai elemzése).
Entre 1999 et 2008, il a enseigné au Dharma Gate Buddhist College. Il travaille à l'université Loránd-Eötvös depuis 2009, actuellement en tant que professeur associé.
Kósa a reçu la bourse postdoctorale de la Japan Society for the Promotion of Science (JSPS, 2008-2009) et de la Taiwanese Chiang Ching-kuo Foundation for International Scholarly Exchange (2010-2012). En 2014-15, il a été boursier EURIAS au Centre de recherche sur les arts, les sciences sociales et les sciences humaines (CRASSH) de l'Université de Cambridge,. En 2020-2021, il a été Roger E. Covey Member in East Asian Studies à l'Institute of Advanced Study (IAS, Princeton).
Il est membre du groupe de recherche sur la route de la soie à l'université ELTE, il est chercheur partenaire dans le projet du Conseil de recherche australien intitulé "Textes et pratiques liturgiques manichéens de l'Égypte à la Chine". Il est l'un des rédacteurs en chef de la revue hongroise intitulée Távol-keleti Tanulmányok (Études de l'Asie de l'Est). Depuis 2019, il est rédacteur en chef des Acta Orientalia Academiae Scientiarum Hungaricae. Il est membre du Comité des études orientales de l'Académie hongroise des sciences.
Son principal domaine de recherche comprend la mythologie chinoise, les anciennes pratiques chamaniques chinoises (wu) et le manichéisme chinois,.

## Publicactions notables
en anglais:
- “In Search of the Spirits. Shamanism in China before the Tang dynasty. Part I.” Shaman (Journal of the International Society for Shamanistic Research) 8.2. (2000) 131–179.
- “Open Wide, Oh, Heaven's Door! Shamanism in China before the Tang dynasty. Part II.” Shaman (Journal of the International Society for Shamanistic Research) 9.2. (2001) 169–197.
- “The Shaman and the Spirits. The Meaning of the Word ‘ling’ in the Jiuge poems.” Acta Orientalia Hung. 56.2–4. (2003) 275–294.
- “Pangu’s Birth and Death as Recorded in a Tang Dynasty Buddhist Source.” Archiv Orientální / Oriental Archive: Quarterly Journal of African and Asian Studies 77.2. (2009) 169−192.
- “Peacocks under the Jewel-tree − New hypotheses on the Manichaean painting of Bezeklik (Cave 38).” Journal of Inner Asian Art and Archaeology 4 (2011) 135–148.
- “The ‘Sea of Fire’ as a Chinese Manichaean metaphor — Source materials for mapping an unnoticed image.” Asia Major 24.2 (2011) 1–52.
- “The protagonist-catalogues of the apocryphal Acts of Apostles in the Coptic Manichaica –– a re-assessment of the evidence.” In: Bechtold E. et Gulyás A. et Hasznos A. (eds.) 2011. From Illahun to Djeme. Papers Presented in Honour of Ulrich Luft. Oxford: Archaeopress, 107–119.
- “Buddhist and pseudo-Buddhist motifs in the Chinese Manichaean Hymnscroll.” In: Bellér-Hann, Ildikó and Rajkai Zsombor (eds.) 2012. Frontiers and boundaries –– Encounters on China’s margins. Wiesbaden: Harrassowitz, 49–69.
- “Atlas and Splenditenens in the Cosmology Painting.” In: Michael Knüppel und Luigi Cirillo (eds.) 2012. Gnostica et Manichaica. Festschrift für Aloïs van Tongerloo. Anläßlich des 60. Geburtstages überreicht von Kollegen, Freunden und Schülern. (Studies in Oriental Religions 65.) Wiesbaden: Harrassowitz, 63–88.
- “Translating the Eikōn. Some considerations on the relation of the Chinese Cosmology painting to the Eikōn.” In: Laut, Jens Peter / Röhrborn, Klaus (Hrsg.) 2014. Vom Aramäischen zum Alttürkischen. Fragen zur Übersetzung von manichäischen Texten. Vorträge des Göttinger Symposium vom 29./30. September 2011. Berlin, New York: De Gruyter (Abhandlungen der Akademie der Wissenschaften zu Göttingen, N. F.), 49–84.
- “Buddhist Monsters in the Chinese Manichaean Hymnscroll and the Pumen chapter of the Lotus sūtra.” The Eastern Buddhist 44 (2014) 27–76.
- “The Iconographical Affiliation and the Religious Message of the Judgment Scene in the Chinese Cosmology Painting.” In: Zhang Xiaogui 张小贵 (chief editor)，Wang Yuanyuan 王媛媛 and Yin Xiaoping 殷小平 (eds.) 2015. San yi jiao yanjiu –– Lin Wushu jiaoshou guxi jinian wenji 三夷教研究——林悟殊教授古稀纪念文集 (Researches on the Three Foreign Religions ––Papers in Honour for Prof. Lin Wushu on His 70th Birthday.) Lanzhou: Lanzhou Daxue Chubanshe (Ou-Ya lishi wenhua wenku 欧亚历史文化文库》[Treasures of Eurasian History and Culture]), 77–161.
- “The Manichaean ‘New Paradise’ in Text and Image.” Crossroads 13 (2016) 27–113.
- “Near Eastern Angels in Chinese Manichaean Texts.” Orientierungen / Zeitschrift zur Kultur Asiens 30 (2018 [2019]) 43–71.
- “The Qing Corpus of Manichaean Texts from Fujian.” Ming Qing Studies 2020: 85–126.
- “Zarathuštra in the Chinese Manichaean Manuscripts from Fujian.” Quaderni di Studi Indo-Mediterranei XII (2019 [2021]): 135–171.

en chinois:
- “Monijiao shenpan huihua er zhen 摩尼教审判绘画二帧 [Two Manichaean Judgment Scenes].” [Trans. You Xiaoyu] Zhongshan Daxue Xuebao (Shehui kexue ban) 中山大学学报(社会科学版) 61/4 (2021): 120–130.
- “ʻXiabuzan’ yiti tanmi –– Fujian Monijiao wenshu zhong de Xiabuzan yinwen bianxi 《下部赞》异本探秘–––福建摩尼教文书中的《下部赞》引文辨析 [Another Hymnscroll? Some Hymnal Quotations in the Manichaean Corpus from Fujian].” (Trans. Ma Xiaohe 马小鹤) Shaoxing Wenli Xueyuan xuebao 绍兴文理学院学报 41/9: 1–12.

en japonais:
- “Uchū-zu no ‘Kōki no hojisha’ ni tsuite 宇宙図の「光輝の保持者」について [Splenditenens in the Cosmology painting].” (trad. Dr Inoue Takami) In: Yoshida Yutaka 吉田豊 and Furukawa Shōichi 古川 攝一 (eds.) 2015. Chūgoku kōnan Manikyō kaiga kenkyū 中国江南マニ教絵画研究 [Studies of the Chinese Manichaean paintings of South Chinese origin preserved in Japan]. Kyoto: Rinsen, 292‒302.

- “Uchū-zu no Atorasu ni tsuite 宇宙図のアトラスについて [Atlas in the Cosmology painting].” (trad. Dr Inoue Takami) In: Yoshida Yutaka 吉田豊 and Furukawa Shōichi 古川 攝一 (eds.) 2015. Chūgoku kōnan Manikyō kaiga kenkyū 中国江南マニ教絵画研究 [Studies of the Chinese Manichaean paintings of South Chinese origin preserved in Japan]. Kyoto: Rinsen, 261‒274.

- “Chūgoku no Manikyō uchū-zu ni egakareta sabaki no bamen: zuzō no kigen to shūkyō-tekina messēji 中国のマニ教宇宙図に描かれた裁きの場面: 図像の起源と宗 教的なメッセージ.” [The Judgment Scene in the Chinese Manichaean Cosmology Painting and its Religious Message].” (Trans. Ikematsu-Papp Gabriella 池松パプガブリエラ and Ikematsu Hiroshi 池松 裕史) In: Yoshida Yutaka 吉田豊 and Furukawa Shōichi 古川 攝一 (eds.) 2015. Chūgoku kōnan Manikyō kaiga kenkyū 中国江南マニ教絵画研究 [Studies of the Chinese Manichaean paintings of South Chinese origin preserved in Japan]. Kyoto: Rinsen, 275‒291.